# Lijst van vlaggen van Mexico
Dit is een lijst van vlaggen van Mexico.

## Nationale vlag (perFIAV-codering)
|          | Civiele vlag | Staatsvlag | Oorlogsvlag |
| -------- | ------------ | ---------- | ----------- |
| Te land  | · ?          | · ?        | · ?         |
| Te water | · ?          | · ?        | · ?         |

## Militaire vlaggen
De oorlogsvlag is reeds in de eerste tabel vermeld.
| Vlag                           | Periode | Functie                        | Beschrijving |
| ------------------------------ | ------- | ------------------------------ | --- |
| Geus van de Mexicaanse marine. |         | Geus van de Mexicaanse marine. | In de kleuren van de nationale vlag, met een anker en drie gouden sterren. Het ontwerp is gebaseerd op de vlag van het Leger van de Drie Garantiën. |

## Vlaggen van politieke en militaire bewegingen
| Vlag | Periode   | Functie | Beschrijving |
| --- | --------- | --- | --- |
| Vlag het Bataljon van Sint-Patrick, een groep Ierse Amerikanen die uit het Amerikaanse leger deserteerden om tijdens de Mexicaans-Amerikaanse Oorlog aan de zijde van Mexico te vechten. | 1846-1847 | Vlag het Bataljon van Sint-Patrick, een groep Ierse Amerikanen die uit het Amerikaanse leger deserteerden om tijdens de Mexicaans-Amerikaanse Oorlog aan de zijde van Mexico te vechten. | Een groene vlag met een Keltische harp en te tekst Erin Go Bragh (Ierland Voor Altijd). |
| Vlag van de Mexicaanse Liberale Partij tijdens de Mexicaanse Revolutie. | 1906-1922 | Vlag van de Mexicaanse Liberale Partij tijdens de Mexicaanse Revolutie. | Een rode vlag met in witte hoofdletters de leuze Tierra y Libertad. Dit was de meest gebruikte kreet tijdens de Revolutie en oorspronkelijk een uitspraak van de revolutionair Ricardo Flores Magón. |
| Vlag de fascistische Nationaal Synarchistische Unie. | 1937-     | Vlag de fascistische Nationaal Synarchistische Unie. | Een vlag met in een cirkel een kaart van Mexico. In de kleuren van de Mexicaanse vlag. |
| Vlag van de Partij van de Armen, een guerrillabeweging geleid door Lucio Cabañas. | 1967-1974 | Vlag van de Partij van de Armen, een guerrillabeweging geleid door Lucio Cabañas. | Een rode ster met daaronder de naam van de beweging op een witte achtergrond. |
| Vlag van het Zapatistisch Nationaal Bevrijdingsleger. | 1994-     | Vlag van het Zapatistisch Nationaal Bevrijdingsleger. | Een zwarte vlag met een rode ster. |